# Roshni Nadar

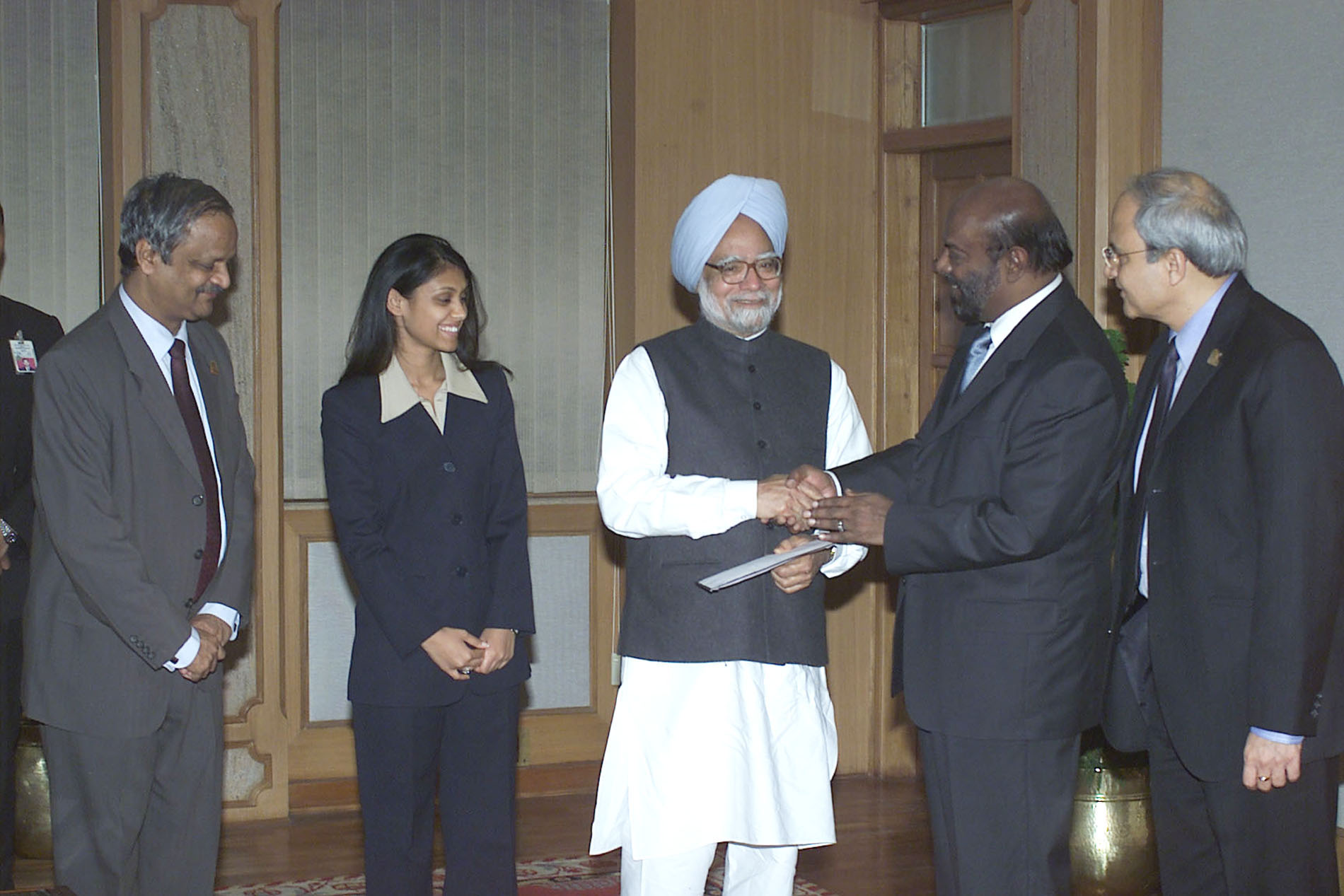

Roshni Nadar Malhotra (nacida en 1980/1981) es una empresaria india, presidenta de HCL Technologies y la primera mujer en dirigir una empresa de TI que cotiza en bolsa en la India. Es la única hija del fundador de HCL, Shiv Nadar. En 2019, ocupó el puesto 54 en la lista de las 100 mujeres más poderosas del mundo de Forbes. Según IIFL Wealth Hurun India Rich List (2019), Nadar es la mujer más rica de India.

## Infancia
Roshni Nadar creció en Nueva Delhi, estudió en la escuela Vasant Valley y se graduó en la Universidad Northwestern especializándose en Comunicación enfocada a Radio / TV / Cine. Obtuvo un MBA del Kellogg School of Management.

## Carrera
Trabajó en varias empresas como productora antes de unirse a HCL. Un año después de su incorporación a HCL, fue nombrada directora ejecutiva y directora ejecutiva de HCL Corporation. Posteriormente, se convirtió en presidenta de HCL Technologies, después de que su padre Shiv Nadar renunciara.

## Iniciativas humanitarias
Antes de convertirse en directora ejecutiva de HCL Corporation, Roshni Nadar fue fideicomisaria de la Fundación Shiv Nadar, que dirige la Escuela de Ingeniería Sri Sivasubramaniya Nadar sin ánimo de lucro en Chennai. También había estado involucrada en la construcción de la marca en todo el Grupo HCL. Nadar es presidente de VidyaGyan Leadership Academy, una academia de liderazgo para los económicamente desfavorecidos. Creó el fideicomiso 'The Habitats' que tiene como objetivo proteger los hábitats naturales y las especies indígenas de la India en un intento por crear y conservar ecosistemas sostenibles.

## Vida personal
Nadar se ha formado en música clásica. En 2010, se casó con Shikhar Malhotra, vicepresidente de HCL Healthcare. Tienen dos hijos, Armaan (nacido en 2013) y Jahaan (nacido en 2017).

## Premios y reconocimientos
- 2014: Joven filántropa del año de NDTV .[17]

- 2017: Filántropa del año de Vogue India[cita requerida]

- 2015: Premio "Las personas más innovadoras del mundo" a la innovación filantrópica otorgado por la Cumbre Mundial sobre Innovación y Emprendimiento (WSIE)[18]